# Discografia di Utada Hikaru
Questa è la discografia della cantante giapponese Utada Hikaru, che al 2012 ha venduto oltre 52 milioni di dischi in tutto il mondo, dei quali 38 nel solo Giappone.

## Album

### Album giapponesi
| Anno | Titolo                                                                                                | Classifiche | Classifiche | Classifiche | Certificazione JPN |
| Anno | Titolo                                                                                                | JPN         | KOR         | TWN         | Certificazione JPN |
| ---- | --- | ----------- | ----------- | ----------- | ------------------ |
| 1999 | First Love - Data di pubblicazione: 10 marzo 1999 - Etichetta: EMI Music Japan                        | 1           | 62          | —           | Diamante (8)       |
| 2001 | Distance - Data di pubblicazione: 28 marzo 2001 - Etichetta: EMI Music Japan                          | 1           | 70          | —           | Diamante (4)       |
| 2002 | Deep River - Data di pubblicazione: 19 giugno 2002 - Etichetta: EMI Music Japan                       | 1           | 67          | —           | Diamante (3)       |
| 2006 | Ultra Blue - Data di pubblicazione: 14 giugno 2006 - Etichetta: EMI Music Japan                       | 1           | 97          | 3           | Diamante           |
| 2008 | Heart Station - Data di pubblicazione: 19 marzo 2008 - Etichetta: EMI Music Japan                     | 1           | 89          | 2           | Diamante           |
| 2016 | Fantôme - Data di pubblicazione: 28 settembre 2016 - Etichetta: Virgin Records, Universal Music Japan | 1           | 47          | —           | Platino (3)        |
| 2018 | Hatsukoi - Data di pubblicazione: 27 giugno 2018 - Etichetta: Epic Records Japan                      | 1           | 4           | 1           | Platino            |

### Album internazionali
| Anno | Titolo | Classifiche | Classifiche | Classifiche | Certificazione JPN |
| Anno | Titolo | JPN         | TWN         | USA         | Certificazione JPN |
| ---- | --- | ----------- | ----------- | ----------- | ------------------ |
| 1998 | Precious - Pubblicato con il nome Cubic U - Data di pubblicazione: 28 gennaio 1998 - Etichetta: EMI Music Japan                               | 2           | —           | —           | Platino (2)        |
| 2004 | Exodus - Pubblicato con il nome Utada - Data di pubblicazione: 8 settembre 2004 (JPN), 5 ottobre 2004 (USA) - Etichetta: Island Def Jam       | 1           | —           | 160         | Diamante           |
| 2009 | This Is the One - Pubblicato con il nome Utada - Data di pubblicazione: 14 marzo 2009 (JPN), 12 maggio 2009 (USA) - Etichetta: Island Def Jam | 3           | 8           | 69          | Platino            |

### Raccolte
| Anno | Titolo                                                                                          | Classifiche | Classifiche | Classifiche | Certificazione JPN |
| Anno | Titolo                                                                                          | JPN         | KOR         | TWN         | Certificazione JPN |
| ---- | ----------------------------------------------------------------------------------------------- | ----------- | ----------- | ----------- | ------------------ |
| 2004 | Single Collection Vol. 1 - Data di pubblicazione: 31 marzo 2004 - Etichetta: EMI Music Japan    | 1           | —           | —           | Diamante (3)       |
| 2010 | Single Collection Vol. 2 - Data di pubblicazione: 24 novembre 2010 - Etichetta: EMI Music Japan | 1           | 12          | 6           | Platino (2)        |
| 2010 | Utada the Best - Data di pubblicazione: 24 novembre 2010 - Etichetta: Universal Music Japan     | 12          | —           | —           |                    |

## Singoli

### Singoli giapponesi
| Anno | Titolo                                   | Classifica | Album di provenienza     |
| Anno | Titolo                                   | JPN        | Album di provenienza     |
| ---- | ---------------------------------------- | ---------- | ------------------------ |
| 1998 | Automatic/Time Will Tell                 | 2          | First Love               |
| 1999 | Movin' on Without You                    | 1          | First Love               |
| 1999 | First Love                               | 2          | First Love               |
| 1999 | Addicted to You                          | 1          | Distance                 |
| 1999 | Wait & See: Risk                         | 1          | Distance                 |
| 2000 | For You/Time Limit                       | 1          | Distance                 |
| 2001 | Can You Keep a Secret?                   | 1          | Distance                 |
| 2001 | Final Distance                           | 2          | Deep River               |
| 2001 | Traveling                                | 1          | Deep River               |
| 2002 | Hikari                                   | 1          | Deep River               |
| 2002 | Sakura Drops/Letters                     | 1          | Deep River               |
| 2003 | Colors                                   | 1          | Ultra Blue               |
| 2004 | Dareka no negai ga kanau koro            | 1          | Ultra Blue               |
| 2005 | Be My Last                               | 1          | Ultra Blue               |
| 2005 | Passion                                  | 4          | Ultra Blue               |
| 2006 | Keep Tryin'                              | 2          | Ultra Blue               |
| 2006 | This Is Love                             | —          | Ultra Blue               |
| 2006 | Boku wa kuma                             | 4          | Heart Station            |
| 2007 | Flavor of Life                           | 1          | Heart Station            |
| 2007 | Beautiful World/Kiss & Cry               | 2          | Heart Station            |
| 2008 | Heart Station/Stay Gold                  | 3          | Heart Station            |
| 2008 | Fight the Blues                          | —          | Heart Station            |
| 2008 | Prisoner of Love                         | 2          | Heart Station            |
| 2008 | Eternally (Drama Mix)                    | 36         | /                        |
| 2009 | Beautiful World (Planitum Acoustica Mix) | 8          | Single Collection Vol. 2 |
| 2010 | Hymne à l'amour (Ai no Anthem)           | 7          | Single Collection Vol. 2 |
| 2010 | Goodbye Happiness                        | 1          | Single Collection Vol. 2 |
| 2010 | Show Me Love (Not a Dream)               | 27         | Single Collection Vol. 2 |
| 2012 | Sakura nagashi                           | 4          | /                        |
| 2016 | Hanataba wo kimi ni                      | 2          | Fantôme                  |
| 2016 | Manatsu no tooriame                      | 5          | Fantôme                  |
| 2016 | Michi                                    | 5          | Fantôme                  |
| 2016 | Nijikan dake no vacance                  | 23         | Fantôme                  |
| 2019 | Face My Fears                            | —          | /                        |

### Singoli internazionali
| Anno | Titolo                       | US Pop | US Radio | US Club Play | UK  | JPN | JPN Airplay | Album di provenienza |
| ---- | ---------------------------- | ------ | -------- | ------------ | --- | --- | ----------- | -------------------- |
| 1997 | I'll Be Stronger             | —      | —        | —            | —   | —   | —           | —                    |
| 1997 | Close to You                 | —      | —        | —            | —   | —   | —           | Precious             |
| 2000 | Remix: Fly Me to the Moon    | —      | —        | —            | —   | —   | —           | /                    |
| 2004 | Easy Breezy                  | —      | —        | —            | —   | —   | —           | Exodus               |
| 2004 | Devil Inside                 | —      | —        | 1            | —   | —   | —           | Exodus               |
| 2005 | Exodus '04                   | —      | —        | 24           | —   | —   | —           | Exodus               |
| 2005 | You Make Me Want to Be a Man | —      | —        | —            | 227 | —   | —           | Exodus               |
| 2007 | Do You                       | —      | —        | —            | —   | —   | —           | —                    |
| 2009 | Come Back to Me              | 93     | 100      | 5            | —   | 3   | 1           | This Is the One      |
| 2009 | Sanctuary                    | —      | —        | —            | —   | —   | —           | This Is the One      |
| 2009 | Dirty Desire                 | —      | —        | 16           | —   | —   | —           | This Is the One      |
| 2019 | Face My Fears                | —      | —        | —            | —   | —   | —           | /                    |

## Videografia

### Album video
- Utada Hikaru Single Clip Collection Vol. 1 - 12 dicembre 1999
- Wait & See: Risk - 30 giugno 2000
- Bohemian Summer 2000 - 19 dicembre 2000
- Utada Hikaru Single Clip Collection Vol. 2 - 27 settembre 2001
- Utada Hikaru Unplugged - 11 novembre 2001
- Traveling - 30 gennaio 2002
- Utada Hikaru Single Clip Collection Vol. 3+ - 30 settembre 2002
- Colors - 12 marzo 2003
- UH Live Streaming 20Dai wa Ike Ike! - 29 marzo 2003
- Utada Hikaru in Budokan 2004: Hikaru no 5 - 28 luglio 2004
- Dareka no negai ga kanau koro - 28 luglio 2004
- Easy Breezy - 3 agosto 2004
- Utada Hikaru Single Clip Collection Vol. 4 - 27 settembre 2006
- Utada United 2006 - 20 dicembre 2006
- Wild Life: Live at the Yokohama Arena 2010 - 6 aprile 2011